# Barbara Maria Willi
Barbara Maria Willi (* 12. dubna 1965, Wettelbrunn, Německo) je česko-německá cembalistka, varhanice a specialistka na kladívkový klavír. V roce 2020 se stala děkankou Hudební fakulty JAMU v Brně.

## Studium
V roce 2006 získala doktorský titul na Filozofické fakultě Masarykovy univerzity v Brně za svou práci „O stylu generálního basu v 17. století“. Významný vliv na její pojetí hudby měli profesoři Stanislav Heller (Freiburg im Breisgau), Aline Zylberajch (Štrasburk) a Kenneth Gilbert (Mozarteum Salcburk). Nové pohledy na provozovací praxi staré hudby jí poskytl Nikolaus Harnoncourt (Mozarteum Salcburk). Obory hra na cembalo, kladívkový klavír a provozovací praxe staré hudby na Mozarteu v Salcburku absolvovala v roce 1995 s vyznamenáním. V témže roce získala cenu „Prix d’encouragement – special mention” (zvláštní uznání) v mezinárodní cembalové soutěži v Bruggách.
V roce 2010 byla prezidentem republiky Václavem Klausem jmenována profesorkou.

## Profesní kariéra
K historickým nástrojům a dovednosti v ladění jí přivedli Jos van Immerseel a Mark Lindley. Jesper Christensen v ní budoval touhu zrealizovat generální bas co nejvěrněji barokním principům.
Spolupracovala s umělci jako například Magdalena Kožená, Martina Janková, Erich Hoeprich, Doron Sherwin, Erich Höbarth, Sergio Azzolini nebo Christian Leiterer. Koncertovala v Curyšské opeře, ve vídeňském Konzerthausu, ve filharmoniích v Krakově, Essenu, Vrotislavi, na Bratislavském hradě či v pražském Rudolfinu.
Jako cembalistka a sólistka na kladívkový klavír zkoumala generálbasové prameny 17. století. Na téma kladívkového klavíru uskutečnila výzkum v oblasti písňové tvorby 18. století a představila neznámé české autory (Josef Rösler, Jan Hugo Voříšek, Leopold Koželuh). Založila také cembalovou třídu na Janáčkově akademii múzických umění v Brně, kde se v roce 2014 stala vedoucí katedry varhanní a historické interpretace.
Pro festival Concentus Moraviae vytvořila dramaturgie, jakými byly vlámská bouře, velcí skladatelé a jejích nepřátelé. Součástí festivalu se stalo bienále staré hudby s největším počtem koncertů na autentické nástroje ve střední Evropě.[zdroj⁠?!] V roce 2014 začala působit jako dramaturgyně festivalu Bachův varhanní podzim. Spolu s agenturou C.E.M.A. založila cyklus koncertů staré hudby v Brně pod názvem Barbara Maria Willi uvádí.
Je autorkou generálbasové detektivky „Generálbas anebo kdo zavraždil kontrapunkt?“ (Musica Sacra, Brno 2010). Věnuje se také interpretaci soudobé hudby, mimo jiné s Brno Contemporary Orchestra.
Dne 23. října 2020 byla zvolena do funkce děkanky Hudební fakulty JAMU na funkční období 2020–2024. Děkankou byla zvolena i pro druhé funkční období 2024–2028. Dne 9. června 2025 byla Akademickým senátem zvolena rektorkou JAMU pro období 2026 až 2030, když ve třetím kole volby získala sedm hlasů.

## Ocenění
Její nahrávky („Intrada di Polcinelli“, „Salve mater“) získaly řadu ocenění (cena německé hudební kritiky, choc du monde de musique, CD měsíce časopisů Harmonie a Klassik heute). V roce 2005 byla členkou poroty mezinárodní soutěže v rámci festivalu Pražské jaro.
Televizní přenos z festivalu Concentus Moraviae, kde koncertovala spolu s mezzosopranistkou Magdalenou Koženou a kontratenorem Thierrym Grégoirem, byl oceněn cenou za nejlepší záznam koncertu na festivalu Zlatá Praha 2000.